# Palestra Ginnastica Fiorentina Libertas 1922-1923
Questa pagina raccoglie le informazioni riguardanti la  Palestra Ginnastica Fiorentina Libertas nelle competizioni ufficiali della stagione 1922-1923.

## Rosa
| N. |                   | Ruolo | Calciatore           |
| -- | ----------------- | ----- | -------------------- |
|    | Italia (bandiera) | D     | Ermanno Barigozzi    |
|    | Italia (bandiera) | A     | Piero Cardoso Laines |
|    | Italia (bandiera) | D     | Gino Fanfani (II)    |
|    | Italia (bandiera) | C     | Giuseppe Focosi      |
|    | Italia (bandiera) | D     | Fosco Frangioni      |
|    | Italia (bandiera) | A     | Giulio Mattei        |
|    | Italia (bandiera) | C     | Mazzino Merlini      |
|    | Italia (bandiera) | A     | Tiberio Morellato    |

| N. |                    | Ruolo | Calciatore               |
| -- | ------------------ | ----- | ------------------------ |
|    | Italia (bandiera)  | A     | Mario Nava               |
|    | Italia (bandiera)  | P     | Giovanni Battista Parodi |
|    | Italia (bandiera)  | D     | Pierucci                 |
|    | Italia (bandiera)  | A     | Secondo Pratesi          |
|    | Italia (bandiera)  | D     | Luigi Rivolta            |
|    | Italia (bandiera)  | C     | Aldo Sala                |
|    | Austria (bandiera) | A     | Heinrich Schönfeld       |
|    | Italia (bandiera)  | D     | Umberto Taddei (II)      |